# Samuel Goldwyn Productions
Samuel Goldwyn Productions — американська кінокомпанія, заснована Семюелем Голдвіном в 1923 році. Кінокомпанія спеціалізувалася на створенні нових фільмів, а не їх розповсюдженні, вона була найбільш фінансово успішною та незалежною кінокомпанією в Голлівуді.
У 2012 Warner Bros. придбала права на розповсюдження фільмів, створених Samuel Goldwyn Productions.

## Історія
Після продажу своєї попередньої кінокомпанії Goldwyn Pictures Семюел Голдвін заснував нову в лютому 1923 року в партнерстві з режисером Джорджем Фіцморісом. 6 вересня 1923 року  вийшов перший фільм компанії «Поташ і Перлмуттер».
Деякі з ранніх постановок були створені під іменем «Howard Productions», названий на честь дружини Голдвіна Френсіс Говард, яка вийшла заміж за нього в 1925 році. В 1920-ті роки Голдвін розповсюджував фільми через компанію Associated First National. Протягом 1930-х років Голдвін розповсюджував велику частину своїх фільмів через United Artists. Починаючи з 1941 року, Голдвін випустив велику кількість своїх фільмів через RKO Radio Pictures.
В 1940-х і 1950-х в багатьох з фільмів Голдвіна знявся Денні Кей. Останнім фільмом кінокомпанії був «Поргі і Бесс» (1959).